# Norodom Sihamoni
Norodom Sihamoni (Phnom Penh, 14. svibnja 1953.), aktualni kralj Kambodže. Na vlast je došao 14. listopada 2004. godine, nakon što ga je devetoročlano vijeće odabralo za nasljednika svog oca, kralja Norodoma Sihanuka koji je abdicirao. Okrunjen je 29. listopada 2004. godine.

## Vanjske poveznice
|  | Zajednički poslužitelj ima još gradiva o temi Norodom Sihamoni |